# Barbara Babcock
Barbara Babcock (Fort Riley, 27 de fevereiro de 1937) é uma atriz estadunidense. Ela é mais conhecida por seu papel como Grace Gardner em Chumbo Grosso, pelo qual ganhou um Emmy de Melhor Atriz em Série Dramática em 1981. A atriz também participou de longas como Cowboys do Espaço e Um Sonho Distante.